# Earl Grey

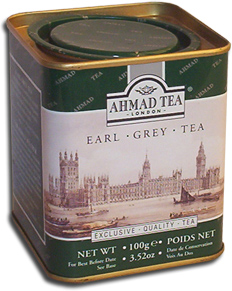
Balení čaje Earl Grey

Earl Grey (v překladu hrabě šedý) je pravděpodobně nejznámější čajová směs s charakteristickou příchutí silic bergamotu. Výroba této směsi spočívá v rozprášení přiměřeného množství alkoholického roztoku aromatické esence na čaj. Tradičně se používá k výrobě čínský černý čaj. Je však možné setkat se i s čaji z Indie a Afriky, nebo směsí čajů z různých zemí (například z Indie a Keni, Číny a Indie a podobně). Postupem času byly představeny další variace, z nichž některé ani neobsahují černý čaj.
Aromatické vady základního čaje jsou potlačeny, tudíž je u Earl Greye důležitá kvalita použitého bergamotového oleje.

## Historie
Pojem „Grey's Tea“ se objevuje od 50. let 19. století. První známá zmínka o čaji „Earl Grey“ se objevuje v inzerátu londýnské firmy Charlton & Co v 80. letech 19. století.
Existuje několik verzí o vzniku této směsi. Podle první se směs vyrábí podle staré čínské receptury, kterou obdržel britský diplomat v Číně za záchranu lidského života. Druhá říká, že recept získal jako dar britský premiér, 2. hrabě Charles Grey, když putoval po Číně. Po přivezení receptury do Anglie se začal vyrábět čaj, který získal světový ohlas. Nejpravděpodobnější verzí je, že čaj vzešel z pokusů britských obchodníků, kteří ve snaze napodobit drahé a vysoce kvalitní čaje začali používat aromatické esenciální oleje, aby tak vylepšili a přidali na chuti slabším a méně kvalitním čajům. Bergamot totiž nebyl v Číně v té době znám.

## Druhy
- Earl Gray –  klasický černý čaj s bergamotem
- Earl Grey Oolong, Earl Grey Green, Earl Grey White – Místo tradičního černého čaje výrobce přidá bergamotovou silici k jinému druhu čaje (zelený, bílý, oolong)
- Smoky Earl Grey – Je kombinací klasického čaje Earl Grey s bergamotem, kouřového čaje Lapsang Souchong a zeleného čaje Gunpowder.
- Lady Gray – Toto je jemnější variace než klasický Earl Gray. Skládá se z černého čaje aromatizovaného bergamotem, citronovou a pomerančovou kůrou. Je pojmenován po Marii Alžbětě Grey, manželce Charlese Greye. Společnost Twinings má tento čaj zaregistrovaný jako ochrannou známku.Volně rozložený Earl Grey

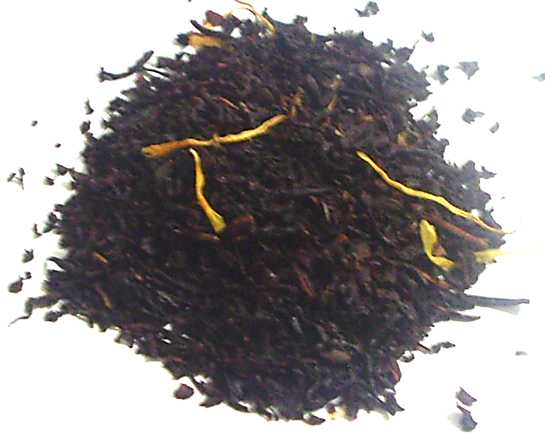
Volně rozložený Earl Grey

## Toxicita
Několik studií prokázalo, že některé bergamotové oleje způsobují po potření pokožky její zarudnutí při styku s ultrafialovým zářením. Avšak při normálním pití Earl Greye tyto studie nic neprokazují. Bergamot je zdrojem látky zvané bergamottin, která je velice podobná látce 6',7'-dihydroxybergamotin, která je obsažena v grepfruitu. Obě látky mohou vyvolat nežádoucí účinky ve spojení s některými léky.
Podle studie se u pacienta, který denně vypil čtyři litry Earl Greye, objevovaly křeče v svalech. Příznaky odezněly po snížení konzumace na jeden litr za den.